# Zdzisław Sośnicki

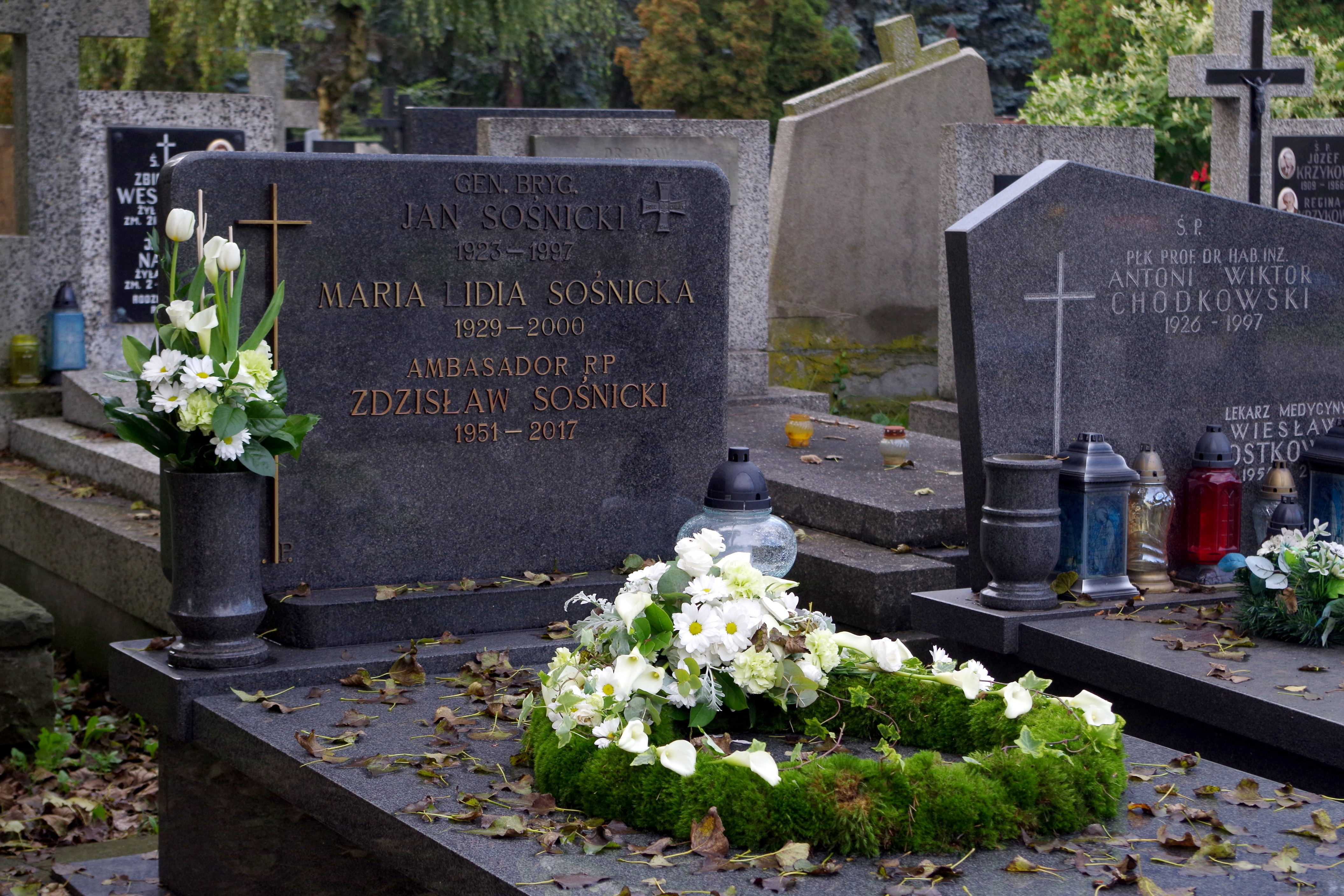
Grób Zdzisława Sośnickigo i gen. Jana Sośnickiego na Cmentarzu Wojskowym na Powązkach w Warszawie

Zdzisław Jan Sośnicki (ur. 22 września 1951 w Warszawie, zm. 20 kwietnia 2017 tamże) – polski dyplomata, ambasador RP w Peru.

## Życiorys
Zdzisław Sośnicki był absolwentem Akademii Ekonomicznej we Wrocławiu oraz podyplomowych studiów w Akademii Dyplomacji w Moskwie i Madrycie.
Pracował przez wiele lat jako kierownik jednego z działów Polimex-Cekop oraz jako tłumacz dowódcy polskiej wojskowej jednostki specjalnej na Bliskim Wschodzie. Od 1985 był pracownikiem Ministerstwa Spraw Zagranicznych PRL. Specjalizował się w relacjach z państwami Ameryki Łacińskiej. Pracował również jako sekretarz polskiej misji w Komisji Nadzorczej Państw Neutralnych w Korei (1979–1980). Pracował na placówkach m.in. w Managui (1990–1992, jako chargé d’affaires), Caracas (1992–1995), San José (jako chargé d’affaires), w przedstawicielstwie RP przy Wspólnotach Europejskich w Brukseli (1999–2002), specjalizując się w stosunkach zewnętrznych Unii z państwami Ameryki Łacińskiej.
Piastował funkcję ambasadora RP w Peru (od 29 lipca 2002), akredytowany również w Boliwii i Ekwadorze.
Syn Jana i Marii. Pochowany na Cmentarzu Wojskowym na Powązkach w Warszawie (kwatera FIII-1 dod.-9).